# Arriva abyssa
Arriva abyssa är en stekelart som beskrevs av Boucek 1993. Arriva abyssa ingår i släktet Arriva och familjen puppglanssteklar.
Artens utbredningsområde är Guatemala. Inga underarter finns listade.